# Falcon Lake Estates
Falcon Lake Estates és una concentració de població designada pel cens dels Estats Units a l'estat de Texas. Segons el cens del 2000 tenia 830 habitants.

## Demografia
Segons el cens del 2000, Falcon Lake Estates tenia 830 habitants, 306 habitatges, i 231 famílies. La densitat de població era de 457,8 habitants/km².
Dels 306 habitatges en un 39,9% hi vivien nens de menys de 18 anys, en un 64,7% hi vivien parelles casades, en un 8,5% dones solteres, i en un 24,2% no eren unitats familiars. En el 19,6% dels habitatges hi vivien persones soles l'11,4% de les quals corresponia a persones de 65 anys o més que vivien soles. El nombre mitjà de persones vivint en cada habitatge era de 2,71 i el nombre mitjà de persones que vivien en cada família era de 3,12.
Per edats la població es repartia de la següent manera: un 29,8% tenia menys de 18 anys, un 7,1% entre 18 i 24, un 27,1% entre 25 i 44, un 19,9% de 45 a 60 i un 16,1% 65 anys o més.
L'edat mediana era de 33 anys. Per cada 100 dones de 18 o més anys hi havia 101,7 homes.
La renda mediana per habitatge era de 31.328 $ i la renda mediana per família de 45.260 $. Els homes tenien una renda mediana de 35.958 $ mentre que les dones 20.536 $. La renda per capita de la població era de 16.590 $. Aproximadament el 15,3% de les famílies i el 18,9% de la població estaven per davall del llindar de pobresa.

## Poblacions més properes
El següent diagrama mostra les poblacions més properes.